# Althengstett
Althengstett là một xã ở huyện Calw ở bang Baden-Württemberg thuộc nước Đức. Đô thị này có diện tích 19,16 km², dân số thời điểm 31 tháng 12 năm 2020 là 7876 người.